# Cris Martínez
Cris Robert Martínez Escobar (* 24. April 1993 in Asunción) ist ein paraguayischer Fußballspieler. Der Linksaußen erwarb 2021 zusätzlich die chilenische Staatsbürgerschaft. Mit Club Nacional wurde er zweimal paraguayischer, mit Santos Laguna mexikanischer Meister und mit dem CD Huachipato chilenischer Meister.

## Karriere
Cris Martínez debütierte bei Club Nacional und gewann die Meisterschaften der Clausura 2009 und Apertura 2011. Nach seinem Wechsel zu San Luis stieg er schnell in die Hauptmannschaft auf, obwohl für die Jugend eingeplant war. 2012 sammelte er ein Jahr Auslandserfahrung in Schwedens dritter Division und kam zu San Luis zurück, mit dem er 2013 chilenischer Zweitliga-Meister und Torschützenkönig der Liga wurde. 2014 wollte Universitario de Deportes Martínez verpflichten, doch San Luis konnte sich mit dem peruanischen Klub nicht auf eine Ablöse einigen. Der Stürmer wechselte letztlich auf Leihbasis mit Kaufoption zu Universitario, allerdings zog der Verein die Option nach Ablauf der Leihe nicht. Durch die Uneinigkeiten mit San Luis kehrte er dorthin nicht zurück, sondern wechselte zu Deportes Temuco. Mit Temuco stieg Cris Martínez als Meister der Primera B in die erste Liga auf und qualifizierte sich als Sechster für die Copa Sudamericana 2018. 2018 wechselte der Stürmer auf Leihbasis zum mexikanischen Klub Santos Laguna, mit denen er Meister wurde, allerdings nur sechs Spiele absolvierte.
Bei Deportes Temuco war er allerdings nach der Leihe der sechste Ausländer im Kader, während nur fünf in der Primera División erlaubt sind. Seine beantragte Staatsbürgerschaft zog sich hin, so dass er auch nicht als Chilene auflaufen konnte. Daher verpflichtete ihn CD Huachipato, das beide Stürmer aus der Vorsaison abgeben musste. Zwei Jahre später klappte es auch dann mit der chilenischen Staatsbürgerschaft.

## Erfolge
Club Nacional
- Paraguayischer Meister: 2009-C, 2011-A

San Luis
- Chilenischer Zweitliga-Meister: 2013-A

Deportes Temuco
- Chilenischer Zweitliga-Meister: 2015/16

Santos Laguna
- Mexikanischer Meister: 2017/2018-C

Huachipato
- Chilenischer Meister: 2023